# 石橋 (史高比耶)

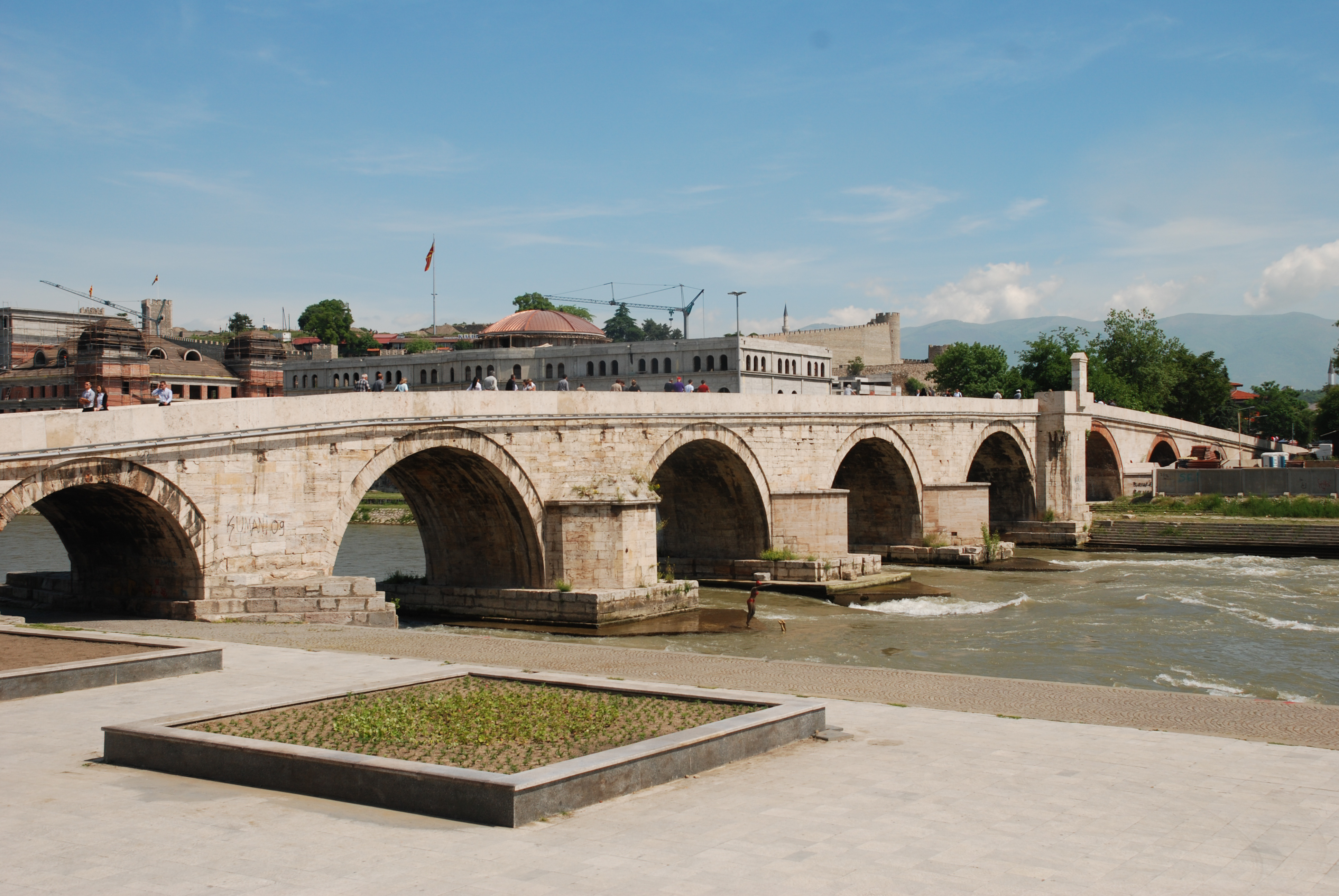
石橋

石橋是位於北馬其頓共和國首都斯科普里瓦尔达尔河上的一座橋樑。這座橋被認為是斯科普里的城市象徵，并绘制在该市市徽上。石橋連接了馬其頓廣場和舊巴扎。現存的石橋修建於1451年至1469年之間。